# Jordi del Regne Unit, duc de Kent
Jordi del Regne Unit, duc de Kent KG, KT, GCMG, GCVO (York Cottage, Sandringham 1902 - accident aeri a Escòcia 1942). Membre de la família reial britànica iniciador de la branca cadet del Kent centrada en el ducat de Kent.

## Naixement i infància
El duc de Kent nasqué a York Cottage, una propietat adjacent a Sandringham, a la regió de Norfolk a Anglaterra. Era fill del rei Jordi V del Regne Unit i de la princesa Maria de Teck en aquell moment prínceps de Gal·les. A la vegada era net del rei Eduard VII del Regne Unit i de la princesa Alexandra de Dinamarca per part de pare mentre que per part de mare ho era del príncep Francesc de Teck i de la princesa Maria Adelaida del Regne Unit.
Fou batejat a la capella privada del Castell de Windsor el 26 de gener de l'any 1903 pel bisbe d'Oxford, Francis Paget. Els seus padrins foren el príncep Valdemar de Dinamarca (fill de Cristià IX), el príncep Lluís de Battenberg, la princesa Helena del Regne Unit i de la tsarina Maria F'dorovna.

## Educació i carrera
Al llarg dels seus primers anys rebé classes de part d'un tutor privat i després, junt amb el príncep Enric del Regne Unit a St. Peter's Court Preparatory School a Broadstairs a Kent. Als tretze anys junt amb els seus germans fou enviat a l'escola de la Marina, primer al Palau d'Osborne i després a Dartmouth. Fins a l'any 1929 romangué a la Marina servint als vaixells Iron Duke i després al Nelson. Després de deixar la Marina, entrà a formar part dels Ministeris de l'Interior i després del d'Afers Exteriors esdevenint el primer membre de la Família Reial que fou membre de l'Administració de l'Estat.
L'any 1939 esdevingué Gran Mestre de l'Orde Maçònica, càrrec que ostentà fins a la seva mort l'any 1942.
Al començament de la Segona Guerra Mundial tornà a la Marina amb el rang d'almirall. Després de servir breument al servei d'Intel·ligència l'any 1940 ingressà a la Royal Air Force.

## Casament i descendència
El 29 de novembre de 1934 es casà amb la princesa Marina de Grècia a l'Abadia de Westminster. La princesa Marina era filla del príncep Nicolau de Grècia i de la gran duquessa Helena de Rússia. La princesa era neta del rei Jordi I de Grècia i besneta del tsar Alexandre II de Rússia. Alhora eren fills de cosins amb el que es convertiria en el seu espòs. Arran del casament, la parella gaudí de gran popularitat al país convertint-se en la parella de moda i en una autèntica icona de la societat anglesa despreocupada de l'època de preguerra.
Jordi i Marina tingueren tres fills:
- SAR el príncep Eduard del Regne Unit nascut el 1935 a Londres. L'any 1961 es casà amb lady Katherine Worlsey.
- SAR la princesa Alexandra del Regne Unit nascuda el 1936 a Londres. Es casà el 1963 amb sir August Ogilvy.
- SAR el príncep Miquel del Regne Unit nascut a Iver a Buckinghamshire el 1942. És casat des de 1978 amb la baronessa Marie-Christine von Reibnitz.

## Vida privada
Descrit com un home cultivat, efeminat i sempre extremadament perfumat, el príncep Jordi tingué al llarg de la seva vida, abans i després de casar-se, nombroses relacions sexuals tant amb homes com amb dones, entre les quals destaquen Florence Mills, la duquessa d'Argyll, Jessie Matthews i Noël Coward amb qui mantingué una relació de més de dinou anys. A més a més, també s'ha relacionat el duc amb bastantes persones més amb qui també s'ha suggerit que hi mantingué una relació més que amistosa, entre les quals destaca el príncep Lluís Ferran de Prússia i la reina Juliana I dels Països Baixos.
A part dels nombrosos escàndols sexuals, en el seu moment, també es rumorejà la possibilitat que el duc hagués tingut descendència amb una ciutadana socialista estatunidenca anomenada Kiki Preston amb qui havia realitzat un ménage à trois amb Jorge Ferrara qui era fill de l'ambaixador argentí a la Cort de Saint James.
Moltes de les aventures sexuals del Duc foren documental a la pel·lícula "L'últim oncle de la Reina". La bisexualitat del duc i la seva addicció a les drogues foren explorades al llibre "African Nights" escrit per Jeffrey Corrick.

## Rol polític
Amb l'abdicació del rei Eduard VIII del Regne Unit molts analistes consideraren al duc de Kent el candidat ideal a la successió al tron britànic. Els dubtes sobre la figura de Jordi VI del Regne Unit eren importants, la seva manca de confiança, el seu temperament nerviós feien que es plantegessin dubtes sobre les seves capacitat i d'altra banda la figura del duc era dubtosa, ja que tenia idees polítiques similars a les del seu germà en tant que pretenia actuar de forma independent al Govern.
Al final de la dècada dels anys 30 se'ls hi oferí als ducs de Kent el tron del regne de Polònia. El govern polonès pretenia la instauració d'una monarquia al país i pensà en la popular i atractiva parella que conformaven els ducs de Kent per tal que exercissin de sobirans del nou regne. Després d'una visita al país, l'estiu de 1937, on foren rebuts per multituds, els plans quedaren encallats per la invasió nacionalsocialista del país, el setembre de 1939.

## Mort
El 25 d'agost de 1942, l'avió que conduïa el duc de Kent s'estavellà al nord d'Escòcia a Eagles Rock prop de Dunbeath. La versió oficial que es difongué fou la d'un viatge d'inspecció militar del duc a l'illa d'Islàndia on havia d'assistir a una reunió amb membres de l'exèrcit estatunidenc. La mort del duc en tals estranyes circumstàncies feu que aviat apareguessin diverses teories al voltant de l'accident. La més escoltada fou que el duc s'encaminava a Suècia on pretenia firmar una pau amb els alemanys. Relacionat amb aquestes teories es diu que al viatge el duc era acompanyat de Rudolf Hess un important membre de l'Alemanya nacionalsocialista. Altres versions parlen que el duc es dirigia amb un grup de persones a capturar a Hess que es trobava al Regne Unit. Finalment, l'última versió és que l'accident fou causat per la inexperiència del duc a l'hora de pilotar avions.
La seva dona havia donat a llum al príncep Miquel tan sols sis setmanes abans de l'accident. L'enterrament s'oficià a Windsor i el cos fou sepultat a la capella de St. George del castell. Posteriorment les seves restes foren transportades al Queen Victoria's mausoleu, a Fragmore (Windsor).
El ducat de Kent fou traspassat al seu fill gran, el príncep Eduard del Regne Unit.

## Honors
Cavaller de la Lligacama - 1923
 Cavaller del Card - 1935
 Gran Creu de Cavaller de l'orde de Sant Miquel i Sant Jordi - 1934
  Gran Creu de Cavaller del Reial Orde Victorià - 1924
 Collar Reial Victorià
 Gran Creu de l'orde del Lleó Neerlandès